# Ray Douglas
Ray Douglas (Grajaú, Maranhão, 20 de outubro de 1957) É um cantor e compositor brasileiro de música seresta.Atualmente, depois do fim do seu terceiro casamento, diz está focado na gravação do seu 18° disco de estúdio.O cantor interpreta diversas canções do cantor Adelino Nascimento,entre outros. Faz grande sucesso em outras regiões do país, em especial na região norte. Com o sucesso "L'Amour", ganhou notoriedade nacional.

## Discografia
- 2006 - Ray Douglas, Volume 10
- 2003 – Ray Douglas, Volume 9
- 2002 – Ray Douglas, Volume 8
- 2001 – Ray Douglas, Volume 7
- 2000 – Ray Douglas, Volume 6
- 2000 – Ray Douglas, Volume 5
- 1999 – Ray Douglas, Volume 4
- 1999 – Ray Douglas, Volume 3
- 1998 – Ray Douglas, Volume 2
- 1998 – Ray Douglas, Volume 1